# Jingdezhen (stacja kolejowa)
Jingdezhen (chiń. 景德镇站; pinyin Jǐngdézhèn Zhàn) – stacja kolejowa w Jingdezhen, w prowincji Jiangxi, w Chinach. Znajdują się tu 2 perony.